# NGC 2114
NGC 2114 је расејано звездано јато у сазвежђу Златна риба које се налази на NGC листи објеката дубоког неба.
Деклинација објекта је - 68° 2' 54" а ректасцензија 5h 46m 12,2s. Привидна величина (магнитуда) објекта NGC 2114 износи 12,5 а фотографска магнитуда 12,6. NGC 2114 је још познат и под ознакама ESO 57-SC37.